# 長府藩
長府藩（日语：／ Chōfu han */?）是日本江戶時代其中一個藩領，是長州藩支藩，別稱長門府中藩。藩廳位於櫛崎城跡（長府城、長府陣屋）。

## 概要
藩祖是毛利元就四子穗井田元清之子，後為毛利輝元養子的毛利秀元。藩領位於長門國豐浦郡一帶。藩主當中第三代藩主綱元的兒子毛利吉元以及第七代匡敬成為了長州藩藩主。在後期長府藩更擁有支藩清末藩（長府新田藩）。
在廢藩置縣期間由豐浦藩、豐浦縣成為了山口縣。

## 藩主
- 毛利家

外樣 6万石→5万石→3万8千石→4万7千石→5万石
1. 秀元
2. 光廣
3. 綱元
4. 元朝
5. 元矩
6. 匡廣
7. 師就
8. 匡敬
9. 匡滿
10. 匡芳
11. 元義
12. 元運
13. 元周
14. 元敏